# Oblin
Oblin – wieś sołecka w Polsce położona w województwie mazowieckim, w powiecie garwolińskim, w gminie Maciejowice.
Miejscowość położona jest nad jeziorem, oraz przepływa przez nią rzeka Okrzejka. 
| SIMC    | Nazwa     | Rodzaj    |
| ------- | --------- | --------- |
| 0680561 | Kopiec    | część wsi |
| 0680578 | Korczunek | część wsi |

Wierni Kościoła rzymskokatolickiego należą do parafii Wniebowzięcia Najświętszej Maryi Panny w Maciejowicach.
W latach 1954–1957 wieś należała i była siedzibą władz gromady Oblin, po jej zniesieniu w gromadzie Maciejowice. W latach 1975–1998 miejscowość administracyjnie należała do województwa siedleckiego.